# Le radici del cielo (romanzo Romain Gary)
Le radici del cielo (Les Racines du ciel) è un romanzo dello scrittore Romain Gary, pubblicato nel 1956.
Il romanzo ha vinto il Premio Goncourt nell'anno della pubblicazione.

## Trama
La vicenda si svolge nell'Africa Equatoriale Francese; in prevalenza la narrazione è condotta da testimoni che rievocano a posteriori gli avvenimenti.
Nella zona del Ciad è comparso un francese, Morel, che ha deciso di lottare contro la caccia agli elefanti. Dapprima cerca consensi con carte e petizioni, poi passa all'illegalità: ferisce il giovane cacciatore De Vries, quindi spara ad altri due cacciatori, infine fa bruciare una fattoria dagli uomini del popolo Oulé. Queste azioni attirano su di lui l'attenzione del mondo intero e i danneggiati si oppongono all'arresto di Morel. Alla sua causa si aggregano Peer Qvist (un naturalista danese), Forsythe (un ufficiale americano emarginato perché ha collaborato con il nemico nella guerra di Corea), Fields (un fotografo americano) e Minna, una giovane tedesca che si è rifugiata in Africa per sfuggire a un passato doloroso.
Anche le autorità francesi non sono troppo zelanti nell'arresto di Morel, che finisce invece nelle mani di un politico locale: Waitari. Costui, già esponente dell'Assemblea Nazionale Francese, ritiene che Morel sia molto pericoloso per la sua causa: secondo Waitari, il progresso del Continente africano è subordinato all'eliminazione degli elefanti e di altri mammiferi giganteschi, devastatori delle coltivazioni, che si ampliano a scapito della foresta e della savana. Inoltre, pur avendo un seguito ancora insufficiente, Waitari auspica uno sviluppo industriale che strapperebbe l'Africa a un destino di giardino zoologico per i popoli europei colonizzatori. Perciò, accanto a Morel, Waitari ha posto uno studente (Youssef) con l'ordine di sopprimerlo e far sembrare il tutto come terrorismo locale.
Vi sono altri che osteggiano la campagna di Morel: in primo luogo i trafficanti abusivi di avorio, dal quale ricavano profitti molto elevati. Invece il francescano Fargue è convinto che si debba anteporre all'amore per gli animali un senso maggiore di giustizia per gli uomini affetti da mille malattie invalidanti: il religioso oppone alle azioni di Morel la necessità di amare Dio e la difesa di questo sentimento. Perciò Morel, che gli indigeni hanno soprannominato "Ubaba-Giva", "l'antenato degli elefanti", è doppiamente frainteso e si cerca di farne un misantropo, anche in considerazione dei suoi trascorsi di prigioniero dei Nazismo\nazisti.
Quanti sono vicini a Morel invece non fraintendono il suo anelito a salvare gli elefanti e sottrarli a un destino troppo spesso atroce, sia che li si uccida per la carne e l'avorio, sia che se ne catturino i piccoli col proposito di venderli agli zoo. La forza del suo messaggio è tale da sostenere i compagni di prigionia e mutare l'animo di Youssef. Lo studente finisce con il rifiutarsi di uccidere il prigioniero che subirà il suo processo assieme a Minna, sostenuto da Forsythe e Fields. Quanto a Waitari, viene arrestato con un carico illegale di avorio e non serviranno le sue giustificazioni a salvargli l'onore: nessuno è disposto a credere che l'avorio fosse destinato all'autofinanziamento per la lotta armata.

## Personaggi
- Morel, francese ex detenuto in un lager nazista, si dedica totalmente a combattere la caccia agli elefanti. Dapprima presenta petizioni e altri documenti per coinvolgere quante più persone possibile nella sua protesta ecologista, quindi passa a sparare a un paio di cacciatori, che in seguito si rifiutano di agire legalmente contro di lui. I giornali del mondo intero diffondono il senso della lotta di Morel, lotta che attira le simpatie dell'opinione pubblica e persino degli incaricati alla sua cattura. Ma, da un punto di vista africano, egli è considerato un misantropo, che preferisce gli animali agli uomini.
- Minna, giovane tedesca, con alle spalle una storia di sopraffazioni: rovinata da uno zio (che abusava di lei) e indotta alla prostituzione, ha amato un ufficiale sovietico, poi fucilato. Giunta nel Ciad, a Fort-Lamy, lascia il suo lavoro di entraineuse in un locale per abbracciare la causa di Morel, divenendo la persona più vicina al misantropo e quella che vuole testimoniare la sostanziale estraneità (sua e di molte altre persone) dagli imperdonabili crimini del nazismo.
- Forsythe, ufficiale degli Stati Uniti, ex combattente in Corea. Molto noto nel suo Paese a causa della rivelazione che l'esercito americano ha usato batteri e virus nei combattimenti, egli rappresenta le speranze dei pacifisti del suo Paese. Ritiratosi in Ciad, è naturale per lui abbracciare la causa ecologista di Morel.
- Waïtari, uomo politico africano, già deputato all'Assemblea nazionale, dalla quale si è dimesso per lottare in nome dell'indipendenza dall'impero coloniale francese. Inizialmente favorevole all'impresa di Morel, in seguito diviene suo avversario ideologico: ritiene infatti che, finché l'Africa sarà un giardino zoologico o un eden, non si svilupperà un'economia industriale atta a risollevare le sorti delle popolazioni arretrate e apolitiche. Nella sua visione, gli elefanti sono distruttori delle coltivazioni e devastatori delle opere dell'uomo, perciò vanno drasticamente sterminati, come tanti altri grossi animali.
- Fields, fotografo. Ostenta un disinteresse per tutte le questioni ideologiche e afferma di voler solo scattare foto per un servizio inedito ed esclusivo. Così rimane accanto a Morel, finendo con l'approvarne la causa libertaria e diretta alla salvaguardia di un mondo migliore. Figlio di ebrei sterminati nelle camere a gas naziste, Abe Fields si propone di testimoniare per un ambiente naturale e non necessariamente antropocentrico.
- Schölscher, ufficiale meharista, incaricato di arrestare Morel, persona che però ammira e di cui condivide la bontà delle motivazioni.
- Peer Qvist, naturalista danese, già noto per le sue battaglie in favore delle balene. Pur essendo piuttosto anziano, abbraccia con molta passione la causa di Morel.
- Youssef, studente di un'università francese, si fa passare per un inserviente per volontà di Waitari. Il giovane ha ricevuto l'ordine di sopprimere Morel, piuttosto che lasciarlo vivo nelle mani delle autorità francesi, per farne un eroe della lotta africana per l'indipendenza. Dopo essere stato per molto tempo accanto al suo prigioniero, Youssef ha cambiato idea nei suoi confronti e non lo sopprime, avendo imparato a rispettare le sue posizioni.
- Habib, libanese, è il proprietario del Bar Ciadien, ma prospera grazie al traffico d'armi. Il suo socio è un giovane di nome de Vries, grande cacciatore di ogni sorta di animali.
- Saint-Denis, comandante responsabile della caccia grossa; Padre Tassin, Gesuita e paleontologo; Padre Fargue, missionario francescano che cura i lebbrosi e gli altri malati;

## Opere derivate
- Nel 1958 il libro è stato adattato nel film omonimo (con il titolo originale The Roots of Heaven), regia di John Huston[4][5].

- Nel 2010 una commedia musicale intitolata Ubaba-Giva è stata ideata, rappresentata e divulgata in DVD, con musiche di Eric Ploquin[6][7]. Il titolo della commedia deriva dal soprannome che gli indigeni hanno dato al protagonista Morel:

## Edizioni in italiano
- Romain Gary, Le radici del cielo: romanzo, traduzione di Ettore Capriolo, Milano: Cino Del Duca, 1958
- Romain Gary, Le radici del cielo, traduzione di Ettore Capriolo, Vicenza: Pozza, 2009
- Romain Gary, Le radici del cielo, traduzione dal francese di Ettore Capriolo, Vicenza: BEAT, 2017